# Pavetta schliebenii
Pavetta schliebenii là một loài thực vật có hoa trong họ Thiến thảo. Loài này được Mildbr. ex Bremek. mô tả khoa học đầu tiên năm 1939.